# Большое Сидорово (Нижегородская область)
Большо́е Си́дорово — деревня в Тонкинском районе Нижегородской области.
Входит в сельское поселение Большесодомовский сельсовет.

## География
В районе существует деревня с парным названием Малое Сидорово.

### Расстояние до
- районного центра (Тонкино) — 17 км,
- областного центра (Нижний Новгород) — 171 км[2].

### Деление на улицы
Карпуниха ул. 
Новая ул. 
Специалистов ул. 
Центральная ул.

### Часовой пояс
Населённый пункт находится в часовом поясе на 3 часа больше всемирного координированного времени.

## Палеонтология
В районе села в отложениях раннего триасового периода (нижнеиндский подъярус) обнаружен ископаемый образец рептилиоморфа Axitectus vjushkovi.

## Население
| 2002 | 2010 |
| ---- | ---- |
| 179  | ↘141 |

По данным переписи 2010 года население Большого Сидорова — 141 человек. Из них 75 мужчин (53,2 %) и, соответственно, 66 женщин (46,8 %).